# Гайяр, Виржиль
Виржи́ль Гайя́р (фр. Virgile Gaillard; 28 июля 1877, Париж — 7 марта 1943, Париж) — французский футболист, серебряный призёр летних Олимпийских игр 1900.
На Играх 1900 в Париже Гайяр входил в состав французской команды. Его сборная, проиграв Великобритании, но выиграв у Бельгии, заняла второе место и получила серебряные медали.